# Anastazy-Astryk
Astryk, imię zakonne Anastazy (zm. 1036) – benedyktyński arcybiskup węgierski uznawany przez zakonników za świętego, z pochodzenia prawdopodobnie Bawarczyk.
Uczeń i protegowany świętego Wojciecha. W 993, jako kleryk katedry praskiej, towarzyszył Wojciechowi (wówczas biskupowi praskiemu) w Rzymie, gdzie wstąpił do klasztoru na Awentynie, przyjmując imię zakonne Anastazy. Od 996 r. był opatem ufundowanego przez Wojciecha klasztoru w Pécsvárad u podnóża Góry Żelaznej  (ad montem ferrerum) i w 1000 był posłem króla Stefana I Świętego do Rzymu po koronę królewską. W przywileju króla Stefana dla opactwa Pannonhalma z 1002 został wymieniony jako opat tego nowo ufundowanego klasztoru, jednak niedługo potem został arcybiskupem na Węgrzech. Jako arcybiskup w źródłach pojawia się sporadycznie; brał udział w synodzie we Frankfurcie w 1007 (Anastasius Ungarorum archiepiscopus), w 1012 konsekrował ołtarz w Bambergu (Aschericus Ungarorum archiepiscopus), a w 1035 podejmował na Węgrzech mnicha Arnolda z ratyzbońskiego klasztoru św. Emmerama (Anastasius archiepiscopus). Sporne jest, czy jego siedzibą metropolitalną był Ostrzyhom czy Kalocsa, gdyż w skąpym materiale źródłowym sprawa ta przedstawia się niejednoznacznie. Istnieją dwa dokumenty nazywające go wprost biskupem lub arcybiskupem Kalocsy (bulla Sylwestra II z 1000 r. oraz przywilej króla Stefana dla Pécsvárad z 1015 r.), oba jednak uznawane są za falsyfikaty. Bardziej wiarygodne zdają się poszlaki wskazujące na Ostrzyhom, czy też, ściślej rzecz biorąc, na miejscowość Sobottin koło Ostrzyhomia.
Sporo zamieszania w literaturze wprowadziła hipoteza Tadeusza Wojciechowskiego i Stanisława Zakrzewskiego, że wymieniony w dyplomie cesarza Ottona III z 4 kwietnia 1001 Anastasius Abbas monasterii Sancte Marie Sclavanensis provincie  ("Anastazy, opat klasztoru Najświętszej Marii Panny w prowincji słowiańskiej") jest identyczny z Astrykiem-Anastazym, o którym wiadomo, że Wojciech miał go postawić na czele opactwa ad Mestris, które lokalizowano  na ziemiach polskich. Lokalizacja owego opactwa w "prowincji słowiańskiej" była przedmiotem sporu - proponowano Trzemeszno (Wojciechowski), Łęczycę (Zakrzewski) i Międzyrzecz. Identyfikacja ta stała się podstawą całej koncepcji historiograficznej dotyczącej domniemanej roli Astryka w historii Polski. Jego osobę powiązano z poselstwem Bolesława Chrobrego do Rzymu po koronę królewską w 1000/01. Tam Astryk miał dokonać aktu zdrady i wraz z delegacją Stefana I Świętego udać się na Węgry. Przypuszczano, że korona królewska, którą otrzymał wówczas Stefan, miała być przeznaczona dla księcia Bolesława, a godność węgierskiego metropolity miała być nagrodą dla Astryka za tę zdradę.
Koncepcja ta, ciesząca się przez długi czas dużą popularnością (propagował ją m.in. Paweł Jasienica) jest odrzucana przez innych badaczy, jako oparta na błędnym odczytaniu przekazów źródłowych. Ich zdaniem Astryk był opatem nie w Polsce, lecz w Pécsvárad u podnóża Góry Żelaznej (ad mestris) na Węgrzech. Twierdzą przy tym, że nie ma żadnego dowodu na założenie przez św. Wojciecha jakiegokolwiek opactwa w Polsce, co zresztą nie leżało w jego kompetencjach, gdyż takie miał jedynie miejscowy biskup Unger. Przeszkód takich nie miałoby być natomiast na Węgrzech, wówczas nie objętych jeszcze organizacją diecezjalną. Opat Anastazy wspomniany w dyplomie z kwietnia 1001 to najpewniej poświadczony od 993 r. opat klasztoru w Břevnov w Czechach, założonego przez Wojciecha jeszcze jako biskupa praskiego. Ów czeski Anastazy (zapewne Włoch z klasztoru na Awentynie) jest osobą różną od węgierskiego Astryka. W węgierskiej historiografii funkcjonuje hipoteza, że Anastazy z Břevnov został arcybiskupem ostrzyhomskim (w 1007), a Astryk z Pécsvárad arcybiskupem Kalocsy (w 1012). Ponieważ jednak tradycja łącząca Astryka z Kalocsą jest bardzo niepewna i brak wiarygodnych danych o istnieniu takiego arcybiskupstwa przed 1050, bardziej prawdopodobne wydaje się, że Węgry miały w początkach XI wieku tylko jednego arcybiskupa, którym był Astryk-Anastazy, były opat Pécsvárad. W każdym razie Astryk, będący niezwykle ważną postacią dla historii Węgier, nie odegrał żadnej roli w historii Polski.
Menologia benedyktyńskie wymieniają Anastazego z dopiskiem magnae sanctitatis vir pod datą 12 listopada, ale jego kult nie został nigdy potwierdzony.